# بيل كومباني
بيل كومباني (بالإسبانية: Biel Company)‏ (ولد في 16 فبراير 1992) هو لاعب كرة قدم إسباني يلعب كمدافع.

## روابط خارجية
- بيل كومباني على موقع قاعدة بيانات كرة القدم.إي يو (الإنجليزية)
- بيل كومباني على موقع Soccerway.com (الإنجليزية)
- بيل كومباني على موقع AS.com (الإسبانية)